# Ян (ди)
Ян (кит. 楊) — древний дисский род, основавший царство Чоучи (II—VI вв.).

## Происхождение
Ян представляли собой один из древних дисских родов. Ди — племена группы Бай ма («Белая лошадь») — с древности «сами имели правителей цзюньчжан». Ди жили южнее Чжилун и западнее реки Ханьчуань (в северной части современной пров. Сычуань, КНР), «сами ставили над собой доблестных начальников». При ханьском императоре У-ди после китайских походов на ди в этом районе была создана область Уду, а население звалось «бай ди» (белые ди) или «ту ди» (древние ди). «Каждый имел [князей] — хоу и ванов». Хоу и ваны получали свои титулы из Китая. По одной из версий, ди были племенами тибето-бирманской группы, по другой версии — древними монголами.

## История

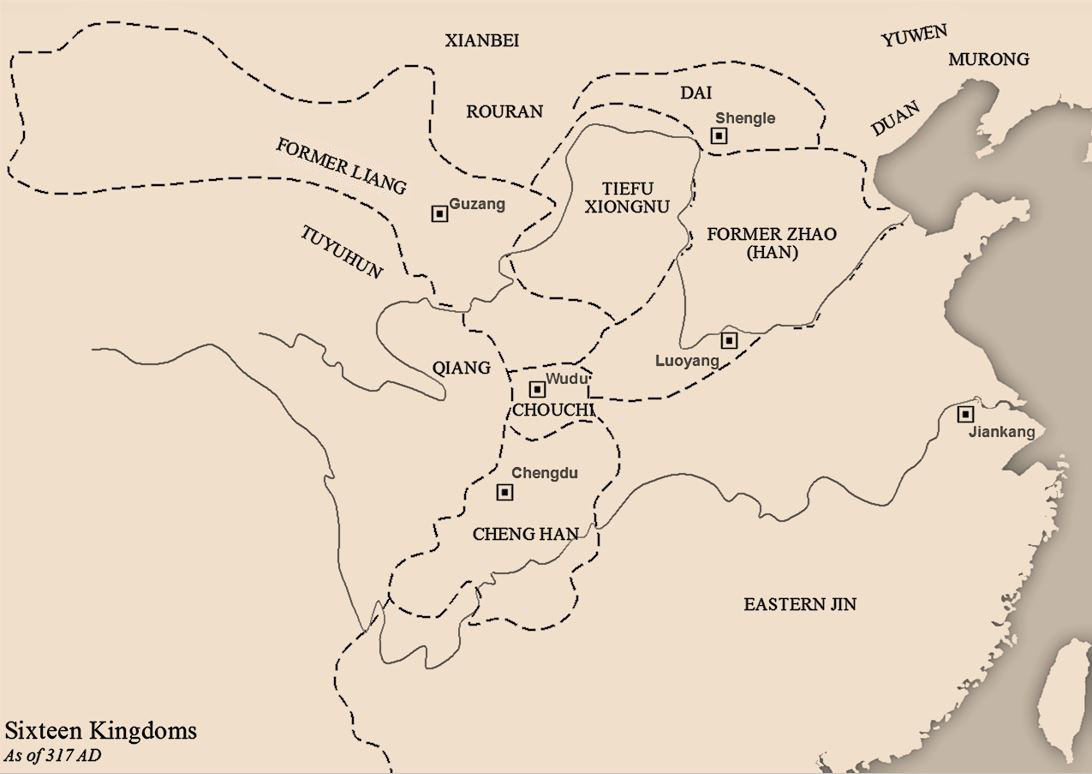
Царство Чоучи в 317 году

### Первый период Чоучи
В 196—212 гг. среди ди выдвигается «було дашуай» Ян Тэн, он характеризуется как человек «сильный и смелый, имевший много замыслов». Он переселился в Чоучи, на укрепленное плато, расположенное высоко в горах. Потомок Ян Тэна Цяньвань получил от императора Вэй титул Бай-цинь ди ван («Ван ди с владением в сто цинь»), внук Цяньвана Фэйлун носил титул Цинси цзянцзюнь («Генерал, умиротворивший запад»).
В 291—299 гг. правитель ди Маосао принял титул Фуго цзянцзюнь («Генерал — опора государства») и титул гуннских князей юсянь ван («правый западный мудрый ван»). Маосао, как указывается в «Вэй шу», «был выдвинут ди и стал государем». От китайцев Маосао имел титулы генерала и цзо сяньвана — левого (восточного) мудрого вана.
Когда Маосао умер, престол наследовал его сын Наньди. Наньди и его младший брат Цяньтоу «раздельно управляли зависимыми от них людьми». Наньди являлся цзосянь ваном, а Цяньтоу — юсянь ваном, и каждый имел свою ставку. После братьев какое-то время правили их сыновья, после чего Ян Чу, также принадлежавший к правящему клану, убил левого и правого мудрых ванов, единолично занял престол, после чего «подчинил себе весь народ и принял титул князя — Чоучи-гуна».

### Второй период Чоучи
В 389 г. потомок Чоучи-гуна Фогоу провел реформы. Он «разделил всех цянов и ди на 20 бу, создал ’’армии обороны” (ху цзюнь) и каждый [бу] сделал опорным пунктом с гарнизоном. [Он поступил так] и не учреждал областей (цзюнь) и уездов (сянь)». Титул свой Фогоу повысил до титула Чоучи-вана. Фогоу по образцу китайских императоров ввел посмертные титулы правителям Чоучи, своему отцу он дал посмертный титул У-вана. Когда умер сам Фогоу, его сын дал покойному отцу титул Хэйвэнь-вана. Внук Фогоу Сюань после смерти отца разослал в соседние страны посольства с извещением о смерти отца и государя, а взойдя на престол, первым из Чоучи-ванов объявил девиз царствования Юань-цзя («Начало счастья»).
Известно, что девиз царствования был еще у одного Чоучи-вана — Наньдана. Наньдан в 434 г. принял титул Да Цинь-вана и объявил девиз царствования Цзянь-и («Введение справедливости»). При Наньдане наиболее яркое выражение получила тенденция к принятию ванами Чоучи форм китайского императорского правления. Своей супруге он дал титул «государыни» (ванхоу), а сына объявил наследником престола с титулом «тайцзы», «установил чины, соответствующие двору императора».
«Императорское правление» Наньдана было недолговечным. Вначале страну поразила засуха. Воспользовавшись этим, в 443 г. государство Чоучи заняли войска династии Вэй. Борьба южных и северных династий в Китае помогла Чоучи выжить.

### Цари Усина
В 480 г. внук Наньдана Ян Хоуци был объявлен императором династии Южная Ци и ваном Чоучи. Титул императора имел его потомок Ян Шаосян. Однако в 506 г. он был взят в плен войсками династии Северная Вэй и вывезен в Китай в г. Лоян. Государство Чоучи было уничтожено, на его территории создан округ Дуничжоу.
Сведений о Чоучи в целом известно мало, особенно в том, что касается его форм государственности. Согласно Е. И. Кычанову, можно уверенно говорить о китайском и гуннском влиянии. Северным соседом Чоучи долгое время являлось государство Туюйхунь, население которого было смешанным сяньбийско-цянским. Чоучи же стало одним из первых государств народов цян и ди в первом тысячелетии нашей эры.